# Eleccions regionals de Sardenya de 1953
Les eleccions regionals per a renovar el Consell Regional de Sardenya se celebraren el 14 de juny de 1953. La participació fou del 86,6%.
| ← Eleccions regionals de Sardenya, 1953 →  |         |        |        |
| Partits                                    | vots    | %      | escons |
| Democràcia Cristiana Italiana (DC)         | 254.614 | 41,0%  | 30     |
| Partit Comunista Italià (PCI)              | 138.134 | 22,3%  | 15     |
| Partit Socialista Italià (PSI)             | 54.565  | 8,8%   | 5      |
| Partit Nacional Monàrquic (PNM)            | 53.352  | 8,6%   | 5      |
| Moviment Social Italià (MSI)               | 47.898  | 7,7%   | 4      |
| Partit Sard d'Acció (PSd'Az)               | 43.215  | 7,0%   | 4      |
| Partit Liberal Italià (PLI)                | 12.359  | 2,0%   | 1      |
| Partit Socialista Democràtic Italià (PSDI) | 11.231  | 1,8%   | 1      |
| PSDI-PLI                                   | 3.591   | 0,6%   | -      |
| altres                                     | 1303    | 0,2%   | -      |
| Total                                      | 620.262 | 100,00 | 65     |

Font Web del consell regional de Sardenya